# 両豊方言
両豊方言（りょうほうほうげん）は、福岡県北東部および大分県で話される日本語の方言である。これらの地域が令制国の豊後国及び豊前国に当たることからこのように呼ばれる。また両豊方言と宮崎県の大部分（旧日向国で都城周辺の諸県地方を除く）で使われる日向方言とを合わせて、豊日方言と呼ぶ。

## 文法・アクセント・音声
九州方言に属すが、文法は瀬戸内要素が強く、山陽方言、四国方言に近い。例えば、肥筑方言で聞かれる、形容詞の語尾が「か」になるカ語尾はなく、逆接の接続助詞「ばってん」や主語を表す格助詞「の」も用いられない。また理由の接続助詞に「きー・き・けー・けん」を用いることは中国、四国と共通する。
アクセントは外輪東京式アクセントであり、他の九州方言とは異なっている。
音声は北部では表日本と同じく二つ仮名方言であるが、南部で四つ仮名を区別する四つ仮名方言であり、中部では三つ仮名方言となる。三つ仮名方言とは「じ」と「ぢ」は区別しないが「ず」と「づ」を区別するというもので、全国で中部両豊地域にしか見られない。

## 下位区分
- 福岡県豊前方言
  - 北九州弁
  - 筑豊弁
- 中津弁
- 大分弁
- 日田弁